# فريدي غودوين (لاعب كرة قدم)
فريدي غودوين (بالإنجليزية: Freddie Goodwin)‏ هو لاعب كرة قدم بريطاني، ولد في 4 يناير 1944 في ستوكبورت في المملكة المتحدة. لعب مع أشتون يونايتد وبلاكبيرن روفرز وبورت فايل وستوكبورت كونتي وماكليسفيلد تاون ونادي ساوثبورت ونادي ستاليبريدج سيلتيك ووولفرهامبتون واندررز.